# Чеполшевское
Чеполшевское — проточное озеро в Вышневолоцком городском округе Тверской области России, находится в 32 км к северо-востоку от Вышнего Волочка, к юго-западу от озера Перхово, в пределах Вышневолоцкой низины. Принадлежит бассейну Мологи. С запада впадает речка Хилово. На севере вытекает Глушица, приток Волчины, относящаяся к бассейну Мологи.
Площадь Чеполшевского озера — 1 км², площадь водосборного бассейна — 42,8 км², длина 2,5 км, ширина в северной части доходит до 0,8 км. Высота над уровнем моря — 149,8 метра. Чеполшевское — одно из самых глубоких озёр Тверской области, его глубина достигает — 37 метров.
Озеро имеет вытянутую форму. Берега озера пологие. Дно озера песчано-каменное твердое у берега, до глубины 3 метра — песок и водоросли, дальше ил. Со всех сторон, кроме восточной, озеро окружает сосновый бор; на востоке — сельскохозяйственные угодья. На юго-восточном берегу расположена деревня Чеполшево, на севере при истоке Глушицы — Богатково. Автомобильная трасса 28К-0034 (Вышний Волочёк - Бежецк - Сонково) проходит к северу от водоёма. Озеро богато рыбой.
Код водного объекта в государственном водном реестре — 08010200111110000001203.